# Ljusvattnet, Västmanland
Ljusvattnet är en sjö i Surahammars kommun i Västmanland och ingår i Norrströms huvudavrinningsområde.